# میکالیس سیفاکیس
میکالیس سیفاکیس (به یونانی: Μιχάλης Σηφάκης) (زادهٔ ۹ سپتامبر ۱۹۸۴) بازیکن فوتبال اهل کشور یونان است.
وی برای تیم ملی یونان ۱۵ بازی انجام داده و ۰ گل به ثمر رسانده‌است. پست تخصصی این بازیکن نیز، دروازه‌بان است.